# (881) Atenea
(881) Atenea es un asteroide perteneciente al cinturón de asteroides descubierto el 22 de julio de 1917 por Maximilian Franz Wolf desde el observatorio de Heidelberg-Königstuhl, Alemania.
Está nombrado por Atenea, una diosa de la mitología griega.